# 미하라 히로키
미하라 히로키(일본어: 三原 廣樹, 1978년 4월 20일 ~ )는 일본의 전 축구 선수이다.

## 구단 경력
과거 나고야 그램퍼스 에이트, 우니베르시타테아 크라이오바, 사간 도스, 아비스파 후쿠오카, 콘사돌레 삿포로, FC 류큐에서 활동하였다.